# Maria Hawkins Ellington
Maria Hawkins Ellington (1. srpna 1922 Boston, Massachusetts, USA – 10. července 2012 Boca Raton, Florida, USA) byla americká jazzová zpěvačka. Spolupracovala mimo jiné s Duke Ellingtonem a Count Basieem. V roce 1948 se provdala za hudebníka Nata King Kolea a v roce 1950 se jim narodila dcera Natalie Coleová. Zemřela po krátkém boji s rakovinou ve věku 89 let.